# NGC 426
NGC 426 es una galaxia elíptica de la constelación de Cetus. 
Fue descubierta el 20 de diciembre de 1786 por el astrónomo William Herschel.